# Don't Jump
"Spring nicht" y "Don't Jump" (en Español "No Saltes") son canciones de la banda de pop rock alemán Tokio Hotel. La versión alemana de la canción, "Spring nicht" fue lanzada como el segundo sencillo de su segundo álbum "Zimmer 483". 
La canción fue traducida y regrabada como "Don't Jump" para el primer álbum en inglés de la banda. En 2008, un video musical de "Don't Jump" fue lanzado el 8 de febrero, y como sencillo oficial el 4 de abril.
"Don't jump" fue escrito para alentar a los adolescentes a buscar otras soluciones a sus problemas, en vez del suicidio. A pesar de la conmoción causada por el video, el cantante Bill Kaulitz, que coescribió la canción, dice que él nunca ha tenido intenciones de suicidarse.

## Video musical
El video musical de la versión alemana, "Spring nicht", que tiene lugar en la noche, comienza con el cantante Bill Kaulitz, en un abrigo largo de cuero negro, caminando por una ciudad donde se ven 2 hombres, uno de ellos robando una tienda y otro hombre robando a una persona sin hogar . Al mismo tiempo, otra versión de Bill (vestido con ropa lisa y sin su habitual maquillaje) está de pie encima de un edificio de varios pisos, con los ojos llorosos y aparentemente listo para saltar. Mientras que varias personas notan el aparente suicidio, nadie hace nada, salvo otro Bill, que se precipita en la estructura del estacionamiento y sube las escaleras. En el techo, las dos versiones se miran y una tercera versión de Bill (idéntico a la versión de suicidio) es creada. Esta tercera versión se aleja del techo de manera segura, mientras que la versión del suicidio se cae el edificio y la versión en el abrigo largo, simplemente desaparece, por lo que no es claro si realmente alguien se ha suicidado. Tomas de toda la banda realizadas en el interior del edificio se muestran en el video. 
El video musical para la versión en inglés, "Don't Jump", es idéntica a la de vídeo para el idioma alemán original "Spring nicht", sin embargo, debido al escándalo que rodea el vídeo en alemán, la versión en inglés no muestra tomas del suicidio de Bill cayendo del edificio. El escándalo que rodea la escena del suicidio incluso había llevado a un noticiero alemán a hacer un informe sobre los suicidios en los videos musicales. Este es el único vídeo de Tokio Hotel en el que Bill puede ser visto sin su maquillaje habitual (además de varias imágenes de archivo se muestra en el vídeo de "An deiner Seite (Ich Bin Da)"). 
La versión en inglés alcanzó el número 1 y todavía estaba en el top 4 de los MTV Latinoamérica en charts el 7 de marzo de 2008.

## Posición en listas
| Chart (2007)                           | Peak position |
| -------------------------------------- | ------------- |
| Austrian Singles Chart                 | 7             |
| Danish Singles Chart                   | 10            |
| French Singles Chart                   | 9             |
| German Singles Chart                   | 3             |
| Switzerland Singles Chart              | 21            |
| Chart (2008)                           | Peak position |
| Belgium Singles Chart                  | 39            |
| Dutch Singles                          | 9             |
| Dutch Top 40                           | 22            |
| Chart (2009)                           | Peak position |
| Los 10+ Pedidos MTVla Norte            | 1 (x6)        |
| Los 10+ Pedidos MTVla Centro           | 1 (x14)       |
| Los 10+ Pedidos MTVla Sur              | 1 (x11)       |
| Los 100+ Pedidos del 2009 MTVla Norte  | 6             |
| Los 100+ Pedidos del 2009 MTVla Centro | 2             |
| Los 100+ Pedidos del 2009 MTVla Sur    | 15            |

- Datos: Q2607328